# キサントフィル
| 主なキサントフィル                    |
| ------------------------------------- |
| アスタキサンチン (CAS 472-61-7)       |
| カンタキサンチン (CAS 514-78-3)       |
| β-クリプトキサンチン (CAS 472-70-8)   |
| カプサンチン (CAS 465-42-9)           |
| フコキサンチン (CAS 3351-86-8)        |
| ルテイン (CAS 127-40-2)               |
| ミキソキサントフィル (CAS 11004-68-5) |
| ゼアキサンチン (CAS 144-68-3)         |

キサントフィル（英：Xanthophyll、独：Xanthophylle）は、カロテノイド由来の黄色の色素である。この色から、日本語では葉黄素(ようこうそ)とも呼ばれる。分子構造はカロテンが基本であるが、カロテンとは違い水素原子のいくつかがヒドロキシル基、または同じ炭素原子に結合する水素原子のペアがオキソ基と置換した構造を持つ。キサントフィルはほとんどの植物に存在し、葉の色素体で生合成される。緑色のクロロフィルとともに光合成に関わっている。なお、クロロフィルは秋の寒さによって変性し葉は特有の色に変わる。
植物では、キサントフィルはカロテンと共に光合成の補助色素だと考えられている。葉や花などを赤色と青色、紫色にするアントシアニン類は光合成には関与しないため補助色素ではない。
動物はキサントフィルを生合成することができないため食物から摂取する必要がある。卵黄の黄色は摂取したキサントフィルによるものである。
キサントフィルはカロテンの酸化誘導体と見なすことができる。ヒドロキシル基を含むためカロテンよりも極性が大きく、ペーパークロマトグラフィーではカロテンよりも移動しない。
キサントフィルには、ルテイン、ゼアキサンチン、ネオキサンチン、ビオラキサンチン、α-およびβ-クリプトキサンチンなどがある。

## 存在
| 食材名                    | ルテイン | ゼア キサンチン | クリプト キサンチン | リコピン | ネオキサンチン ＋ ビオラキサンチン | αカロテン ＋ βカロテン |
| ------------------------- | -------- | --------------- | ------------------- | -------- | ---------------------------------- | ---------------------- |
| 卵(黄身)                  | 54       | 35              | 4                   | 0        | 8                                  | 0                      |
| トウモロコシ              | 60       | 25              | 5                   | 0        | 9                                  | 0                      |
| キウイ                    | 54       | 0               | 0                   | 0        | 38                                 | 0+ 8                   |
| レッドシードレス グレープ | 43       | 10              | 4                   | 5        | 23                                 | 3+16                   |
| カボチャ                  | 49       | 0               | 0                   | 0        | 30                                 | 0+21                   |
| ホウレンソウ              | 47       | 0               | 19                  | 4        | 14                                 | 0+16                   |
| キュウリ                  | 38       | 4               | 38                  | 0        | 16                                 | 0+ 4                   |
| ブドウ(赤)                | 33       | 4               | 29                  | 0        | 27                                 | 1+ 6                   |
| オレンジジュース          | 15       | 20              | 25                  | 0        | 28                                 | 3+ 8                   |
| セロリ(茎、葉)            | 32       | 2               | 41                  | 1        | 12                                 | 13+ 0                  |
| オレンジ                  | 7        | 15              | 12                  | 11       | 36                                 | 8+11                   |
| ブロッコリー              | 22       | 0               | 49                  | 0        | 3                                  | 0+27                   |
| りんご (Red Delicious)    | 19       | 1               | 23                  | 13       | 22                                 | 5+17                   |
| トマトジュース            | 11       | 2               | 2                   | 57       | 0                                  | 12+16                  |
| トマト                    | 6        | 0               | 0                   | 82       | 0                                  | 0+12                   |
| ニンジン                  | 2        | 0               | 0                   | 0        | 0                                  | 43+55                  |